# نيكولاس فرانكو (سياسي)
نيكولاس فرانكو (بالإسبانية: Nicolás Franco)‏ هو ضابط ودبلوماسي وعسكري وسياسي إسباني، ولد في 1 يوليو 1891 في فيرول في إسبانيا، وتوفي في 15 أبريل 1977 في مدريد في إسبانيا. انتخب سفير إسبانيا لدى البرتغال ‏ (29 مايو 1940 – 10 يناير 1958) وانتخب عضو المحاكم الفرانكوية ‏ وانتخب عضو مجلس النواب الإسباني ‏.